# Phyllomyias virescens
Phyllomyias virescens е вид птица от семейство Tyrannidae.

## Разпространение
Видът е разпространен в Аржентина, Бразилия и Парагвай.